# George Windsor
George Windsor, comte de St Andrews (26 de juny de 1962) és fill d'Eduard, duc de Kent i la seva dona, Caterina, duquessa de Kent. El títol de comte de St Andrews és un títol subsidiari del seu pare, i Lord St Andrews el posseeix com a títol de cortesia, com a hereu del ducat de Kent.
Lord St Andrews va ser educat a l'Eton College i a Downing College, a Cambridge.
El 9 de gener de 1988, Lord St Andrews es va casar amb la divorciada Sylvana Tomaselli en una oficina de registre a Edimburg. Sylvana era catòlica i d'acord amb l'Acta d'Establiment de 1701, tota persona catòlica o casada amb una catòlica està exclosa de la successió al tron britànic dels setze estats, on li hauria correspost el lloc vint-i-nou.
La parella té tres fills:
- Edward Windsor, Lord Downpatrick (nascut el 2 de desembre de 1988)
- Marina Charlotte Windsor (nascuda el 30 de setembre de 1992).
- Amelia Windsor (nascuda el 24 d'agost de 1995).

El ducat de Kent, però, no està subjecte a l'Acta d'Establiment de 1701, i Lord St Andrews heretarà el títol de Duc de Kent a la mort del seu pare. El fill de Lord St Andrews, Edward Windsor amb el títol de cortesia Lord Downpatrick, també està en la línia de successió al ducat de Kent i serà el primer catòlic a ostentar el títol en segles.
Com besnet del rei Jordi V, Lord St Andrews hagués estat titulat com "La seva Altesa el príncep Jordi de Kent", però Jordi V va restringir el títol de príncep / princesa als fills i nets per línia paterna del sobirà. Quan Lord St Andrews succeeixi al seu pare Eduard, serà titulat "La seva Gràcia, el duc de Kent".
És membre de Aldees Infantils SOS del Regne Unit i Patró de l'Association for International Cancer Research.